# Fraseo
Frase y fraseo, en música y en teoría de la música, son conceptos y prácticas relacionadas con la agrupación consecutiva de notas musicales con sentido musical, tanto en su composición como en su interpretación. Una pieza generalmente se compone de una melodía que, a su vez, consta de numerosas frases consecutivas.

## Frase musical

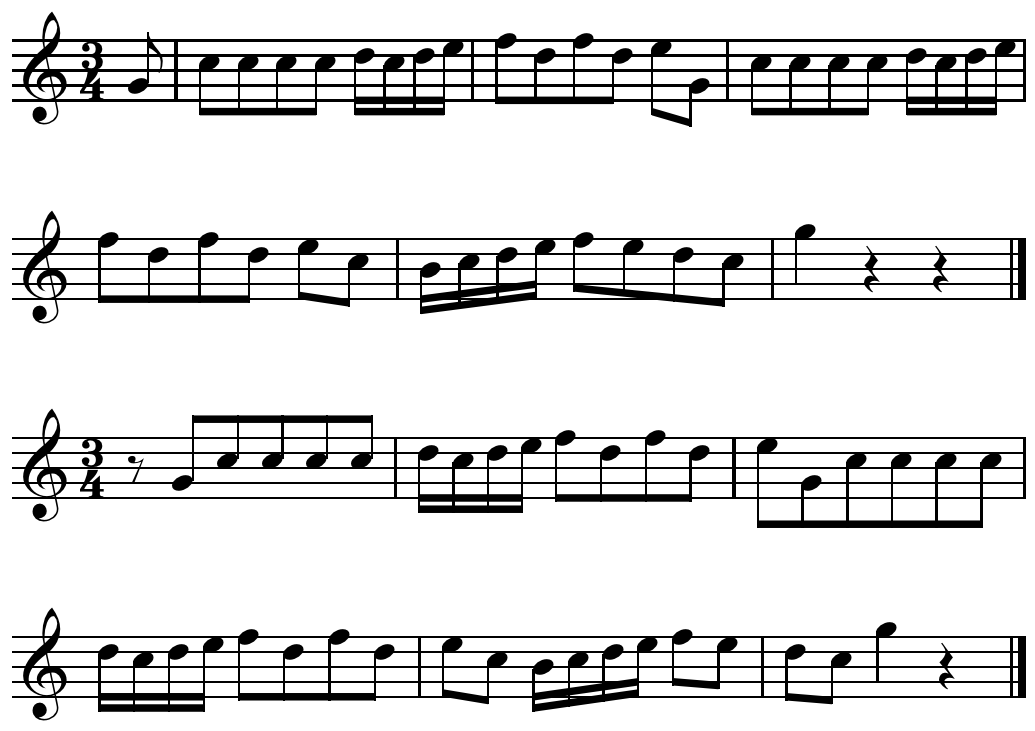
Efecto del cambio de la barra de compás en el acento métrico: las dos primeras líneas frente a las dos segundas. o

Una frase musical (del griego φράση, frase, expresión, véase también estrofa) es una unidad de métrica musical que tiene un sentido musical completo en sí mismo, construida a partir de figuras musicales, motivos y células y se combinan para formar melodías, periodos y secciones más amplias; o el fragmento que un cantante o instrumentista puede interpretar durante una respiración.
Este término, al igual que sentence, verso, etc., ha sido adoptado en el vocabulario musical de la sintaxis lingüística.
A pesar de que a menudo se hace la analogía entre la frase lingüística y la musical, el término sigue siendo «uno de los más ambiguos en música... no existe ni puede existir consistencia en la aplicación de estos términos... sólo con melodías de tipo muy sencillo, especialmente las de algunas danzas, se pueden utilizar los términos con cierta coherencia.»
Edward T. Cone analiza la "típica frase musical" que está formada por un tiempo fuerte del compás al inicio, un período de movimiento y un punto de llegada marcado por un tiempo fuerte cadencial.
Charles Burkhart define una frase como «cualquier conjunto de compases (incluyendo un grupo de uno, o incluso una fracción de uno) que tenga un cierto grado de integridad estructural.
En la práctica común las frases a menudo constan de cuatro  compases que culminan con una cadencia más o menos definida.
Una frase terminará con una cadencia más o menos resolutiva, dependiendo de si se trata de una frase antecedente o de una frase consecuente. Su representación gráfica en una partitura es similar a la de la ligadura y la ligadura de expresión.

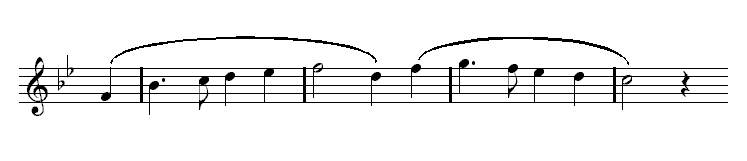
Ejemplo de ligadura de expresión.

El ritmo de frase es el aspecto rítmico de la construcción de frases y las relaciones entre frases y «no es en absoluto una cuestión tan fácil como podría parecer, sino que es el alma de la música y es capaz de una infinita variedad. El descubrimiento del ritmo de una frase en una pieza es una puerta de entrada a su comprensión y a su interpretación efectiva.»
El término fue popularizado por William Rothstein en su obra Phrase Rhythm in Tonal Music (Ritmo de frase en la música tonal). Las técnicas incluyen la superposición, el lead-in, la extensión, la expansión, la reinterpretación y la elisión.
El acto de dar forma a una frase durante la interpretación se llama fraseo musical y se considera un arte.

## Fraseo musical
El fraseo hace referencia a una organización expresiva de la música y se relaciona con la conformación de las notas en el tiempo. El fraseo alude a la forma de tocar las notas individuales pertenecientes a un determinado grupo de notas consecutivas; y a la manera en que éstas se presentan con un determinado peso y forma que marca las relaciones entre ellas. No se refiere a las duraciones idealizadas de las figuras musicales tal como se representan en la partitura, sino a la multitud de desviaciones que el artista puede hacer a partir de la partitura, para lograr que una actuación sea expresiva, conforme a un determinado estilo y conciencia cultural. Un ejemplo puede ser una aceleración de un grupo de notas, pero hay muchos más. Esta organización de notas es interpretada de forma creativa por el músico con el objetivo de expresar sentimientos y puede ser identificada por el oyente, no solo objetivamente sino en la música, como expresión emocional.
Al tratarse de una actividad expresiva de los músicos creativos, la pregunta de cómo dar forma a un grupo de notas en el tiempo, no puede ser (y no es) especificada exactamente. Giuseppe Cambini escribió acerca de la interpretación musical con el violín:

«El arco puede expresar los afectos del alma, pero además no existiendo signos que los indiquen, tales signos, incluso si se inventasen, llegarían a ser tan numerosos que la música, ya demasiado llena de indicaciones, se convertiría en una masa informe para los ojos, casi imposible de descifrar. Me consideraría afortunado si pudiera conseguir que un estudiante escuchase, a través de unos pocos ejemplos, la diferencia entre lo malo y lo mediocre, lo mediocre y lo bueno, y lo bueno y lo excelente, en la diversidad de expresiones que se pueden dar para un mismo pasaje.»
 «Nouvelle Méthode théorique et pratique pour le violon». París, Naderman (c. 1803) de Giuseppe Cambini.

La configuración de las notas en el tiempo, en general se puede decir que es tal, que se expresa el significado ("afectos del alma"). En general, los pensamientos musicales particulares aparecen en un grupo de notas que se siguen entre sí, formando una frase, una parte específica de una melodía. Estas notas van unidas y entonces se le da forma expresiva a la frase melódica. La tensión se puede generar mediante la aceleración; determinados puntos de giro expresivo o énfasis que pueden formarse alargando las notas (calderón); la desaceleración puede utilizarse para poner fin a las frases; el rubato, etc.
En ocasiones se considera que el fraseo también incluye otros aspectos de la organización de la música, aparte del ritmo de las melodías, como por ejemplo la articulación y la dinámica, etc.
El fraseo también puede estar influenciado por la letra de la canción en relación con el fragmento de frase musical en la partitura.

## Enfoque intuitivo y analítico de la frase/fraseo
Hay dos maneras en que la frase o el fraseo pueden ser tratadas: mediante un enfoque intuitivo o mediante un enfoque analítico.

«Hay dos escuelas de pensamiento sobre el fraseo, una más intuitiva y la otra más analítica. La escuela intuitiva utiliza un modelo verbal, equiparando la función del fraseo con la de la puntuación en el lenguaje. Así pues, dijo Chopin a un estudiante, "aquel que frasea incorrectamente es como un hombre que no entiende la lengua que habla.»
 Nancy Toff.

«La cuestión de hasta qué punto el estudio analítico y crítico de una obra de arte ayuda o dificulta la apreciación de sus factores más emocionales y espirituales es la pregunta que se ha estado haciendo una y otra vez [...]»
 Stewart Macpherson.

A menudo, el método analítico es más teórico y se relaciona con el término frase (análisis de una frase). Mientras que el enfoque intuitivo está más relacionado con el término fraseo.
Los problemas relacionados con un enfoque analítico de la frase, se producen en especial cuando el enfoque analítico se basa únicamente en la búsqueda de información objetiva o, como suele ser el caso, solo hace referencia a la partitura:

«La confianza en la partitura para obtener información sobre las estructuras temporales refleja una dificultad analítica más profunda. La información estructural obtenida de la partitura es aprehendida visualmente y, como tal, está predispuesta a modelos visualistas de la estructura. Estos modelos se basan en la simetría y el equilibrio y en una noción atemporal de la estructura "objetiva". [...] Las estructuras percibidas temporal y auditivamente son una negación de la realidad porque no se puede decir que "existan" en la forma en que lo hacen las estructuras percibidas espacial y visualmente. [...] Las investigaciones musicales muestran el prejuicio occidental hacia el visualismo en la dependencia de la simetría visual y el equilibrio. La información sobre la estructura desde la experiencia auditiva es sospechosa ya que se considera "subjetiva" y se opone a la información "objetiva" de la partitura.»
 F. Joseph Smith.